# タイヘイヨウオウギハクジラ
タイヘイヨウオウギハクジラ（太平洋扇歯鯨、Mesoplodon bowdoini）は、ハクジラ亜目アカボウクジラ科オウギハクジラ属に属する小型のクジラである。

## 名称
種小名の「bowdoini」はアメリカ自然史博物館への援助で知られるジョージ・ボードン (George S. Bowdon) に由来する。
英名の「Andrews'」は、本種を新種として報告したロイ・チャップマン・アンドリュースに由来する。
他の英名としては、「Bowdoin's Beaked Whale」や「Deep-crest Beaked Whale」や「Splay Toothed Whale」が知られる。

## 形態

ヒトとの大きさの比較

生体の雄の体長は4.5メートル、雌は5メートル程度、体重は1,000 - 1,500キログラム程度である。産まれた直後の体長は2.2メートル程度だと考えられる。
本種の体型は他のオウギハクジラ類よりもがっしりしているが、洋上では特にコブハクジラと混同される可能性がある。一方で、コブハクジラと形態が近いイチョウハクジラとタイヘイヨウオウギハクジラは、牙の形状から視認による判別が可能である。頭部メロンは小さく、口吻は短くて太い。下顎の根元側の半分近くが上顎よりも外側にはみ出しており、下顎に2本だけある歯が露出している。上顎には歯はない。
雄の体色は背側は濃い灰色である。噴気孔と背びれの間に鞍のような模様がある。頭部側面には明るい斑点模様があることもある。雌の背側は濃い青灰色であり、側面や腹側は白っぽい灰色である。
多くの個体はダルマザメに咬まれた跡である白い傷跡や斑点を有するが、雄は同種の雄同士の争いで傷を負っている場合もある。

## 生息域、生息数

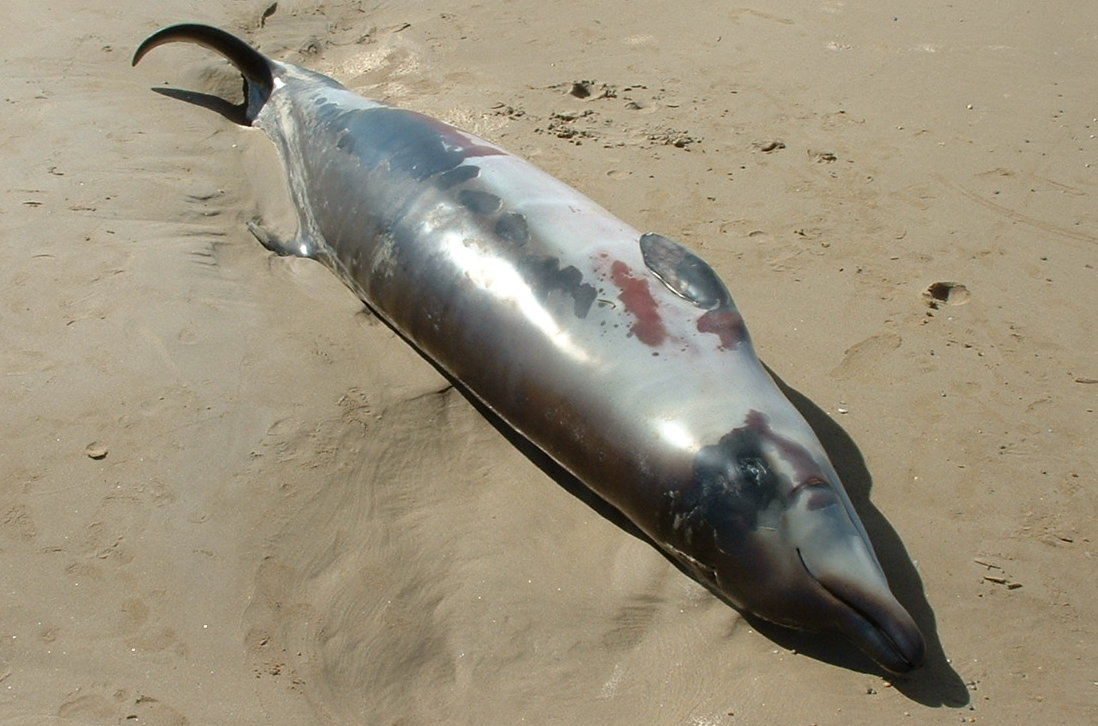
ストラーンにストランディングした個体。

座礁例が35例報告されており、場所はニュージーランドの本土とキャンベル島、オーストラリアの本土とタスマニア島とマッコーリー島、フォークランド諸島、アルゼンチン、トリスタン・ダ・クーニャである。それらの半数がニュージーランドにて記録されている。最初に記録された個体（1904年）も、クライストチャーチ近郊のニュー・ブライトン・ビーチ（英語版）に漂着した。
以上の事から、生息域は南半球であり、主に南極に近い海域に棲息すると考えられるが、野生下における目撃例がなく裏付けはない。

## 生態
2002年の時点では野生下での生体の観察例は報告されておらず、それ以降の目撃例でも船舶を避ける傾向が強いため、生態の不明な点の多いオウギハクジラ類の中でもとくに詳細が判明していない種の一つである。
主にイカやタコなどの頭足類、深海性の魚類、甲殻類や棘皮動物を食べるとされる。機能的な牙を揃えていないため、ほとんどの場合は獲物を丸呑みにすると考えられている。
ニュージーランド沖では、夏から秋にかけて出産していると推定されている。

## 保護、人間との関り
全生息数は不明であり、IUCNのレッドリストでは「データ不足」に分類されている。
捕鯨の対象となったことはなく、漁網などによる混獲の例も報告されていない。